# Sielsowiet Lack
Sielsowiet Lack (s. lacki, s. ladski, biał. Лядзкі сельсавет, ros. Лядский сельсовет) – sielsowiet na Białorusi, w obwodzie grodzieńskim, w centralnej części rejonu szczuczyńskiego. 
Siedzibą sielsowietu jest wieś Lack (Ladsk).
W skład sielsowietu wchodzi 17 miejscowości:
| Polska nazwa miejscowości | Nazwa białoruska             | Nazwa rosyjska              | Typ jednostki osadniczej |
| ------------------------- | ---------------------------- | --------------------------- | ------------------------ |
| Albinowce                 | Амбілеўцы (Ambileucy)        | Амбилевцы (Domaczowo)       | wieś                     |
| Andruszowce               | Андрушоўцы (Andruszoucy)     | Андрушевцы (Adruszewcy)     | wieś                     |
| Dogi                      | Догі (Dohi)                  | Доги (Dogi)                 | wieś                     |
| Żagunie                   | Жагуні (Żahuni)              | Жагуни (Żaguni)             | wieś                     |
| Kaleczyce                 | Калечыцы (Kaleczycy)         | Колечицы (Koleczicy)        | wieś                     |
| Krasna                    | Красная (Krasnaja)           | Красная                     | wieś                     |
| Kułaki                    | Кулакі                       | Кулаки                      | wieś                     |
| Leszczanka                | Ляшчанка (Laszczanka)        | Лещанка (Leszczanka)        | wieś                     |
| Lack                      | Лядзк (Ladzk)                | Лядск (Ladsk)               | wieś                     |
| Murawiówka                | Мураўёўка (Murauiouka)       | Муравьевка (Murawjewka)     | wieś                     |
| Nomejki                   | Намейкі (Namiejki)           | Намейки (Namiejki)          | wieś                     |
| Paszkowszczyzna           | Пачкоўшчына (Paczkouszczyna) | Пачковщина (Paczkowszczina) | wieś                     |
| Rohacze (Rogacze)         | Рагачы (Rahaczy)             | Рогачи (Rogaczi)            | wieś                     |
| Skragi                    | Скрагі (Skrahi)              | Скраги (Skragi)             | wieś                     |
| Sołohubowce               | Салагубаўцы (Sałahubaucy)    | Сологубовцы (Sołogubowcy)   | wieś                     |
| Starodworce               | Старадворцы (Staradworcy)    | Стародворцы (Starodworcy)   | wieś                     |
| Topiliszki                | Тапілішкі (Tapiliszki)       | Топилишки (Topiliszki)      | agromiasteczko           |

W okresie międzywojennym miejscowości współczesnego sielsowietu Lack należały do gminy Szczuczyn lub do gminy Dziembrów (wcześniej Lack) w województwie nowogródzkim II Rzeczypospolitej.